# Мельниченко, Андрей Игоревич
Андре́й И́горевич Мельниче́нко (род. 8 марта 1972, Гомель) — российский предприниматель, меценат.
Основатель компаний Еврохим и СУЭК, каждая из которых входит в число крупнейших в мире в своей отрасли. Занимал должности члена советов директоров (неисполнительный директор) в обеих компаниях. В марте 2022 года перестал быть и бенефициаром, и членом совета директоров обеих компаний из-за попадания в санкционный список ЕС. За последние 20 лет участвовал в создании ряда наиболее успешных российских корпораций, включая производителя удобрений «Еврохим» и группы «СУЭК». По данным на 2021 год, Еврохим и СУЭК инвестировали в экономику и развитие промышленного сектора России более $23 млрд. По данным рейтинга журнала «Эксперт», Андрей Мельниченко — самый активный частный инвестор в несырьевой сектор российской промышленности (20 % от всего объёма инвестиций, сделанных всеми ненефтегазовыми компаниями России в 2012—2017 гг.).
Обладая состоянием в $25,2 млрд, занимает вместе с семьёй первое место в рейтинге российских миллиардеров от Forbes (58-е в мире). По данным Bloomberg на ноябрь 2023 года, обладает состоянием в $17,2 млрд (7-е место в России, 104-е место в мире).
Один из крупнейших благотворителей и социальных инвесторов в России, компании Мельниченко признаются ведущими в ежегодных конкурсах «Лидеры корпоративной благотворительности» и вложили более $500 млн в благотворительные и социальные программы. Фонд Андрея Мельниченко поддерживает одарённых детей в области точных наук и образования, способствуя развитию социальной мобильности в России, создавая возможности для талантливой молодёжи в регионах присутствия его компаний.
С 2022 года из-за поддержки вторжения России на Украину находится под персональными санкциями всех стран Европейского союза, США, Великобритании, Швейцарии, Австралии, Канады, Украины, Новой Зеландии.

## Биография
Родился 8 марта 1972 года в городе Гомеле (Белорусская ССР) в семье преподавателей.
Учился в специализированном учебно-научном центре Московского государственного университета имени М. В. Ломоносова (СУНЦ МГУ).
В 1989 году поступил на физический факультет МГУ. Позднее перевёлся в Российский экономический университет имени Г. В. Плеханова, который и окончил по специальности «Финансы и кредит».

### Банковский и инвестиционный бизнес
Во время учёбы в университете начал заниматься бизнесом вместе с друзьями-студентами, открыв пункт обмена валют прямо на территории общежития. В начале 1990-х, на фоне развала Советского Союза и появления новой рыночной экономики, Мельниченко и его партнёры заработали первые 50 тысяч долларов США от деятельности пунктов обмена валют, что позволило им получить лицензию Центрального Банка России.
В 1993 году стал соучредителем МДМ-Банка, впоследствии ставшим одним из самых успешных и крупнейших российских частных банков. В 1993—1997 годах — председатель совета директоров МДМ-Банка. Банк перешёл к покупке валюты на межбанковском рынке, развивая рынок производных финансовых инструментов и долговые инструменты. Банк расширялся за счёт слияний и поглощений, интегрировав бизнес семи региональных банков. При этом не принимал участия в постсоветских программах приватизации или залоговых аукционах 1990-х. В 1997 году выкупил акции МДМ-Банка у своих партнёров, стал единственным акционером и председателем правления Банка. С 2001 по 2005 год — председатель совета директоров МДМ-Банка. Постепенно он превратился в один из крупнейших частных банков России по размеру суммарных активов и первым по выпуску российских корпоративных еврооблигаций. Под управлением Мельниченко, МДМ Банк был признан банком года журналом The Banker в 2002-3 гг., а Euromoney (в 2003 г.) и Global Finance (в 2004 г.) назвали его «лучшим российским банком».
В 2000 году становится соучредителем Группы МДМ для инвестиций в отрасли промышленности:
- добыча и переработка угля,
- производство минеральных удобрений,
- производство труб.

Данная стратегия была реализована путём приобретения более чем 50 акционерных обществ, заводов и шахт. Мельниченко выявил частные принадлежавшие различным собственникам предприятия, которые позволили ему сформировать три отдельных компании: СУЭК, ЕвроХим и ТМК (из капитала последней он вышел в 2006 году). В 2001—2004 годах — президент Группы МДМ. В 2007 году продал остававшиеся акции МДМ-Банка партнёру по МДМ Группе Сергею Попову, сконцентрировавшись на развитии промышленных активов в сфере удобрений и угля. Выполнив свою миссию по консолидации активов, Группа МДМ прекратила своё существование.

### Еврохим
В 2007 году, стал основным акционером ЕвроХима, ранее став председателем совета директоров компании в апреле 2004 года.
Когда компания была основана, приобретённые активы состояли из нескольких азотных заводов с оборудованием советской эпохи и фосфатной шахты под угрозой закрытия. Под управлением Мельниченко, ЕвроХим из набора разрозненных, страдающих от отсутствия финансирования российских активов превратился в одного из крупнейших в мире высокотехнологичных производителей минеральных удобрений.
Одно из ключевых предприятий Еврохима, Новомосковский Азот, стало крупнейшим в Европе заводом по производству карбамида, где впервые в России было начато производство гранулированного карбамида. Новые современные производственные мощности были построены с нуля в Невинномысске (включая первую установку по производству меламина в России) и Ковдоре (включая комплекс по переработке апатит-штаффелитовых руд). Активы Еврохима были сертифицированы по международным стандартам ISO. В порту Силламяэ (Эстония) были открыты современные терминалы и был модернизирован порт Мурманска. Лаборатории, приобретённые в Германии в 2011 году, дополняют аналогичные объекты в России и других странах, и заняты разработкой удобрений второго поколения, включая инновационные удобрения замедленного действия, которые помогают уменьшить влияние аграрного сектора на окружающую среду.
Еврохим приобрёл лицензии на освоение калийных месторождений в Волгограде (2005 г.) и Перми (2008 г.) для создания двух крупных калийных комбинатов.
В 2015 году Еврохим перенёс головной офис в Швейцарию для привлечения капитала для инвестиционных проектов и обеспечения международного роста. Компания имеет производственные, логистические и дистрибьюторские объекты в России, Бельгии, Литве, Эстонии, Китае, Германии, Казахстане и США. При этом, компания продолжала платить налоги в России, где расположены её многие производственные активы. Еврохим реализует свою продукцию более чем в 100 странах. Группа привлекла средства на международных рынках капитала для инвестиций. В 2016 году Еврохим сделал инвестиции в Agrinos, компанию по производству органического питания растений, в рамках плана инвестиций в научно-исследовательские разработки, которые приведут к созданию продукции нового поколения. Помимо этого, Еврохим продолжил расширять свою дистрибьюторскую сеть в мире, приобретая подразделения в США, Аргентине, Бразилии и Венгрии. Компания разрабатывает экологичные удобрения второго поколения, включая удобрения пролонгированного действия, чтобы способствовать минимальному влиянию на окружающую среду в аграрном секторе. Одно из удобрений Еврохима, Entec 26, стало единственным продуктом такого рода, признанным углеродной биржей в Швейцарии, то есть впервые был признан вклад усовершенствованных специализированных удобрений в сокращение выбросов парниковых газов из сельскохозяйственных источников.
ЕвроХим является крупнейшим в России производителем азотных и фосфатных удобрений и одним из крупнейших мировых экспортёров удобрений. Компания производит специализированные удобрения премиум-класса, включая удобрения пролонгированного действия, и запускает два крупных калийных проекта с планируемым производством более 8,3 миллиона тонн калийных удобрений в год, что соответствует 10 % от их мирового производства, а также рассматривает планы по производству аммиака и карбамида в штате Луизиана (США). По словам Мельниченко, цель Еврохима — стать компанией, которая «создаёт и продвигает высокотехнологичные удобрения».
В 2019 году компания запустила завод «ЕвроХим Северо-Запад» по производству аммиака в Кингисеппе (Россия), мощностью 1 млн тонн продукции в год, полностью покрыв внутренние потребности в аммиаке. Инвестиции составили около $1 млрд. По данным СМИ, завод вышел на проектную мощность, применяя современные экологические технологии в производстве: работая в замкнутом цикле водооборота и без стоков, используя более 75 % сточных вод соседнего завода «Фосфорит», что снижает негативное воздействие на реку Луга и экологию Финского залива Балтийского моря. В 2020 году компания одобрила строительство нового проекта — «ЕвроХим Северо-Запад 2» по производству аммиака мощностью 1,1 млн тонн и карбамида мощностью 1,4 млн тонн на соседней площадке в Кингисеппе (Россия). Объём инвестиций — более $1,5 млрд.
Всего «ЕвроХим» инвестирует в кингисеппский кластер $4,4 млрд, из них 10 % — в инновационные экологические технологии, превышающие российские стандарты. По данным СМИ, предприятия «ЕвроХима» в Кингисеппе используют такие экологические технологии в производственном цикле как улавливание углерода для предотвращения выбросов в атмосферу и замкнутый цикл водооборота для предотвращения выбросов в Балтийское море.
Андрей Мельниченко являлся основным бенефициаром и членом совета директоров компании «Еврохим». По данным на 2020 год, он контролировал 100 % акций компании.

### СУЭК
Мельниченко стал членом совета директоров Сибирской угольной энергетической компании (СУЭК) в феврале 2005 года, и председателем совета директоров — в июне 2011 года. В том же году произошло создание на базе выделенных из СУЭК энергетических активов Сибирской генерирующей компании (СГК). В 2013 году, Мельниченко стал основным акционером СУЭК и СГК.
Активы, приобретённые при формировании СУЭК, были проблемными — производственная мощность предприятий не превышала 30 миллионов тонн в год, на предприятиях было занято 70000 горняков, но производительность была низкой, а экспорт угля практически отсутствовал. Износ оборудования составлял в среднем 90 %. В первые годы существования компании была проведена модернизация активов СУЭК, погашены долги, стали выплачиваться заработная плата работникам и налоги, была запущена программа модернизации с переоснащением всех производственных подразделений компании современным оборудованием. Старые шахты и изношенное оборудование были преобразованы в современные предприятия. Было введено в строй несколько обогатительных фабрик и модулей, использующих новейшие технологии переработки угля, что дало СУЭК возможность производить высокообогащённый уголь с низким содержанием примесей. СУЭК построила новые современные балкерные терминалы и модернизировала морские порты, а также первую в России станцию по переработке шахтного метана в тепловую энергию в рамках реализации соглашений Киотского протокола. Был построен первый в России интеллектуальный диспетчерский центр, который контролирует работу всех предприятий и отслеживает местонахождение и самочувствие шахтёров под землёй.
После консолидации энергетических активов, Мельниченко создал Сибирскую генерирующую компанию (СГК) — вначале в составе СУЭК, а затем выделил её в самостоятельную генерирующую компанию. СГК обеспечивает от 35 % до 78 % потребления электрической энергии в регионах присутствия в России. Она является четвёртым крупнейшим производителем тепловой энергии в мире. В 2018 году, СУЭК консолидировала СГК, усилив позиции СУЭК как одной из крупнейших энергоугольных компаний мира.
Под управлением Мельниченко, СУЭК стала ведущим производителем угля в России, работающим в семи российских регионах, и третьим по объёмам экспортёром угля в мире (по запасам и объёму продаж) с дистрибьюторской сетью в 38 странах, в том числе в Азиатско-тихоокеанском регионе, где уголь играет ключевую роль в улучшении доступа населения к источникам энергии. СУЭК добывает более 100 миллионов тонн угля в год, а объём её доказанных запасов угля составляет 5,4 миллиарда тонн. СУЭК — крупнейший в России производитель угля и один из мировых лидеров в поставках высококачественного энергетического угля.
Как сообщается в Financial Times в 2017 году, по данным Центра чистого угля Международного энергетического агентства (МЭА), «СУЭК, ведущий российский экспортёр высококачественного энергетического угля, инвестировал в современные мощные установки очистки угля и имеет технологии контроля пыли во всех угольных портах». По данным Bloomberg, СУЭК является крупнейшим в России производителем высококачественного энергетического угля. По словам Мельниченко, СУЭК фокусируется на «высококачественном угле, который даёт меньше выбросов».
Андрей Мельниченко являлся основным бенефициаром СУЭК (СУЭК напрямую владеет СГК). По данным на 2021 год, он контролировал 92,2 % акций компании. Был председателем комитета по стратегии (неисполнительным директором) совета директоров СУЭК с апреля 2015 года по март 2022 года.

## Состояние и бизнес активы
В 2023 году Андрей Мельниченко занял первую позицию в рейтинге «110 богатейших российских бизнесменов», опубликованном журналом Forbes. Объём совокупного личного состояния бизнесмена и его семьи оценивается в $25,2 млрд.
| Показатель         | 2010 | 2011 | 2012 | 2013 | 2014 | 2015 | 2016 | 2017 | 2018 | 2019 | 2020 | 2021 | 2022 | 2023 | 2024 |
| Состояние (млрд $) | 4,4  | 8,6  | 10,8 | 14,4 | 11,4 | 8,2  | 10,1 | 13,2 | 15,5 | 13,8 | 12,5 | 17,9 | 11,1 | 25,2 | 21,1 |
| Место (в мире)     | 189  | 105  | 81   | 56   | 97   | 137  | 139  | 89   | 88   | 90   | 95   | 105  | 177  | 58   | 91   |
| Место (в России)   | 24   | 17   | 11   | 6    | 9    | 13   | 11   | 9    | 7    | 8    | 9    | 8    | 9    | 1    | 7    |

На январь 2022 года, в рейтинге Forbes Real-time занимал 7-е место среди российских миллиардеров (65-е в мире) с состоянием в $24,9 млрд.
По данным Bloomberg, обладал состоянием в $17,2 млрд, на ноябрь 2023 года.
Среди активов Андрея Мельниченко до марта 2022 года были:
- Группа «Еврохим» — один из крупнейших мировых производителей минеральных удобрений и крупнейший в России производитель минеральных удобрений. Бенефициарная доля Мельниченко в Группе «Еврохим» составляла 100 %[7].
- АО «СУЭК» — одна из крупнейших угольно-энергетических компаний мира, ведущий производитель угля, тепла и электроэнергии в России (ООО «Сибирская генерирующая компания» напрямую контролируется российской компанией СУЭК). Бенефициарная доля Мельниченко в АО «СУЭК» составляла 92,2 %

Мельниченко оставался основным бенефициаром и членом советов директоров компаний «ЕвроХим» и «СУЭК» до марта 2022 года.
По данным на 2021 год, Еврохим и СУЭК инвестировали в экономику и развитие промышленного сектора России более $23 млрд. В компаниях занято более 100,000 человек. По данным рейтинга журнала «Эксперт», Андрей Мельниченко — самый активный частный инвестор в несырьевой сектор российской промышленности (20 % от всего объёма инвестиций, сделанных всеми ненефтегазовыми компаниями России в 2012—2017 гг.).
Инвестиционный стиль — построение компаний-лидеров в соответствующих сегментах рынка и формирование в рамках таких компаний среды, обеспечивающей долгосрочное создание стоимости. Риски нивелируются построением сбалансированной системы корпоративного управления.
С 2007 года входит в состав бюро правления Российского союза промышленников и предпринимателей (РСПП). Андрей Мельниченко — председатель Комиссии РСПП по горнопромышленному комплексу, и председатель Комитета РСПП по климатической политике и углеродному регулированию.
Компании, созданные Мельниченко, входят в число лидеров среди российских компаний в национальных ESG-индексах («экология, социальная политика и корпоративное управление») РСПП и «RAEX Europe».

## Санкции
Из-за нарушения территориальной целостности и независимости Украины во время российско-украинской войны находится под персональными санкциями разных стран.
С 9 марта 2022 года включён в санкционный список всех стран Европейского союза как «член ближайшего окружения Владимира Путина». Позднее Евросоюз и ряд других стран ввели санкции в отношении супруги Мельниченко, так как Андрей Мельниченко, после введения против него санкций Евросоюза, передал свои акции супруге и «продолжает извлекать выгоду от состояния, которое он передал своей жене».
С 15 марта 2022 года, как «олигарх», находится под санкциями Великобритании. Со 2 августа 2022 года находится в санкционном списке Соединенных Штатов Америки «против элит и компаний в секторах экономики, приносящих значительный доход российскому режиму». 24 февраля 2023 года вместе с супругой внесены в санкционный список Канады «элит и близких соратников режима».
По аналогичным основаниям, с 16 марта 2022 года находится под санкциями Швейцарии. С 6 апреля 2022 года находится под санкциями Австралии. С 12 октября 2022 года находится под санкциями Новой Зеландии. Указом президента Украины Владимира Зеленского с 19 октября 2022 года находится под санкциями Украины.

## Благотворительность
Деятельность Фонда Андрея Мельниченко направлена на создание научно-образовательных центров по естественным наукам, поддержку талантливой молодёжи в регионах присутствия его компаний и создание социальной мобильности в России.
По данным РИА «Новости», Андрей Мельниченко входит в число основных социальных инвесторов и благотворителей России. Компании, основанные Мельниченко, были неоднократно признаны в числе ведущих в ежегодных конкурсах «Лидеры корпоративной благотворительности» и вложили более $500 млн в благотворительные и социальные программы. В 2016 году Мельниченко за свою благотворительную и социальную деятельность получил российскую государственную награду — знак отличия «За благодеяние». По данным Bloomberg, входит в число крупнейших благотворителей России, принадлежавшие ему компании находились на 5-м месте в рейтинге корпоративной благотворительности.
Основные направления благотворительности компаний — развитие спорта, поддержка здравоохранения, программы в области науки и образования, развитие социальных инициатив в регионах присутствия предприятия.
В 2020—2021 годах во время пандемии коронавируса Андрей Мельниченко оказывал поддержку регионам присутствия компаний «СУЭК» и «Еврохим».
Андрей Мельниченко входит в Совет благотворительной организации «Фонд поддержки олимпийцев России», целью которой является развитие и укрепление российского олимпийского движения.

## Семья

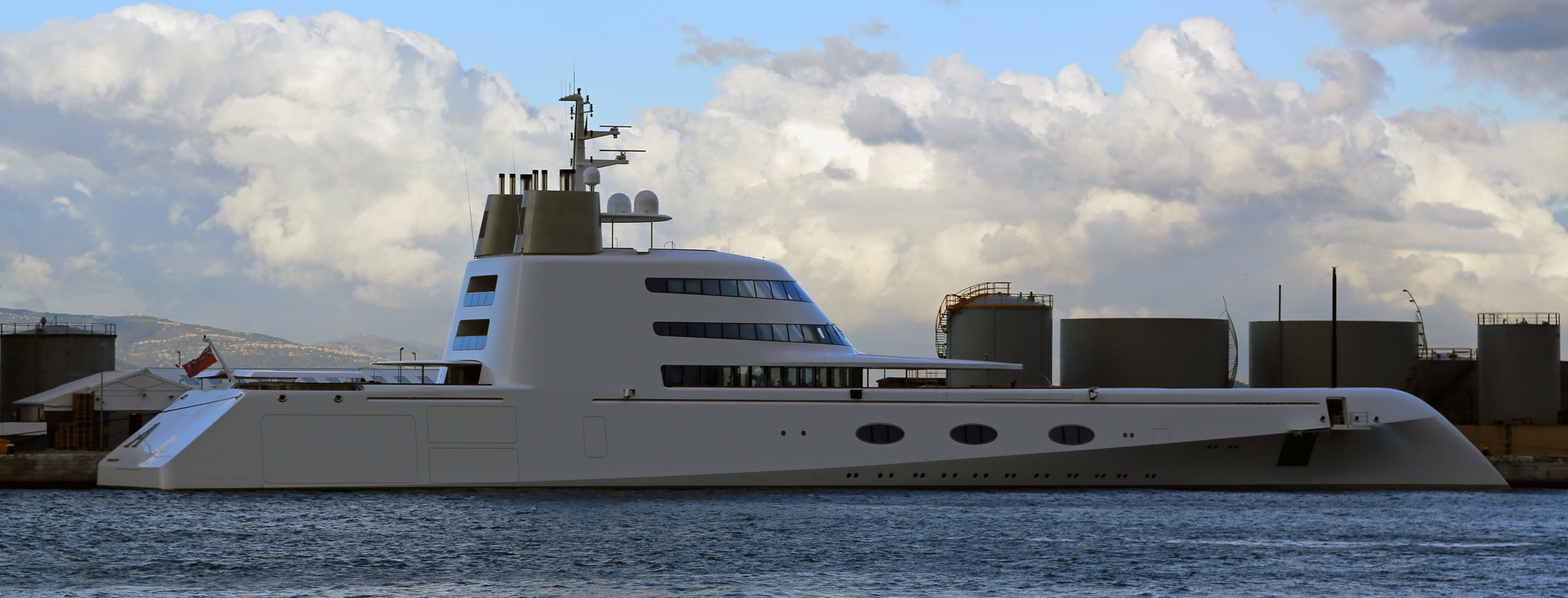
Яхта «А» 2008 года

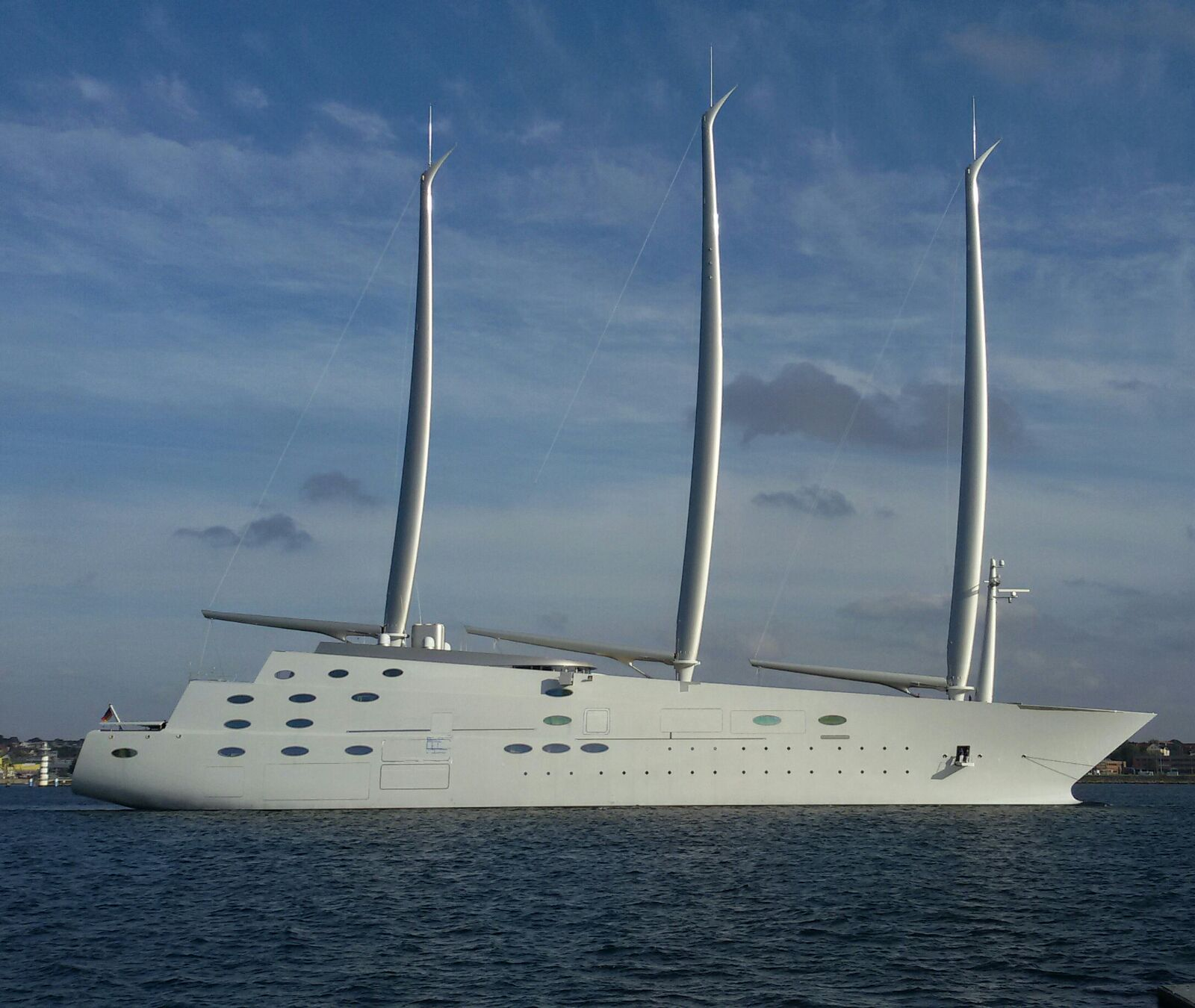
Яхта «А» 2017 года

В 2005 году Мельниченко женился на гражданке Сербии Александре Николич, бывшей сербской певице и модели. С июня 2022 года — под персональными санкциями Евросоюза и ряда других стран. У них двое детей — дочь Тара, которая родилась в 2012 году, и сын Адриан, родившийся в 2017 году.

## Собственность
Андрею Мельниченко принадлежала моторная яхта «А», спроектированная Филлипом Старком и построенная ThyssenKrupp Marine Systems на верфи HDW (город Киль, Германия). Она была спущена на воду летом 2008 года после четырёх лет строительства. Водоизмещение яхты 6000 тонн, длина 119 м, ширина 18,87 м, на ней установлены два двигателя по 12 000 л. с., на яхте 14 спальных мест. В 2017 году со стапелей в Германии сошла новая парусная яхта «А». Её водоизмещение более 12000 тонн, ширина 25 м, длина 143 м. Площадь крупнейшего паруса составляет 1767 м² По сообщениям СМИ, парусная яхта «А» и моторная яхта «А» отражают «ту же приверженность высоким технологиям и внимание к деталям, которые помогли ему стать одним из самых молодых в России предпринимателей нового поколения», и представляют собой «значительные инвестиции в дизайн морских судов, морские инженерные разработки и технические решения, и стимулируют инновации и научные достижения в судостроительной отрасли, преодолевая границы возможного и открывая новые горизонты». Ожидается, что часть понесённых затрат будет возмещена за счёт лицензирования разработанных при проектировании технологий для последующего коммерческого применения.

## Награды
- 2016 — Знак отличия «За благодеяние» (11 июня 2016 года) — за большой вклад в благотворительную и общественную деятельность[21];
- 2021 — Орден Александра Невского (24 августа 2021 года) — за большой вклад в развитие химической промышленности и многолетнюю добросовестную работу[89][90];
- Кавалер ордена Звезды Италии (лишён награды в 2022 году)[91][92].